# Григор Дуйков
Григор Дуйков, известен като Гиче Дуйката, е български революционер, войвода на Вътрешната македоно-одринска революционна организация.

## Биография
Григор Дуйков е роден в тиквешевското село Ваташа, тогава в Османската империя, днес в Северна Македония. Влиза във ВМОРО и изпълнява куриерски задачи. През април 1905 година е избран за член на Тиквешкия околийски революционен комитет.
След като областта попада в Сърбия след Междусъюзническата война в 1913 година Дуйков участва в Тиквешкото въстание и е убит при потушаването му в местността Грънчарски дупки, край Неготино.